# Snake River Desperadoes
Snake River Desperadoes è un film del 1951 diretto da Fred F. Sears.
È un western statunitense con Charles Starrett, Don Reynolds e Tommy Ivo. Fa parte della serie di film western della Columbia incentrati sul personaggio di Durango Kid.

## Produzione
Il film, diretto da Fred F. Sears su una sceneggiatura di Barry Shipman, fu prodotto da Colbert Clark per la Columbia Pictures e girato nel Columbia/Warner Bros. Ranch a Burbank e nell'Iverson Ranch a Chatsworth, Los Angeles, California, dal 18 al 26 ottobre 1950.

## Distribuzione
Il film fu distribuito negli Stati Uniti dal 30 maggio 1951 (première l'11 maggio) al cinema dalla Columbia Pictures.
Altre distribuzioni:
- nelle Filippine il 7 ottobre 1952
- in Brasile (Os Tenebrosos)

## Promozione
La tagline è: Charles STARRETT'S guns ablazing... Smiley BURNETTE'S fun amazing!.